# 梅尔桑和沃
梅尔桑和沃（法語：Mercin-et-Vaux，法語發音：[mɛʁsɛ̃ e vo]）是法国上法蘭西大區埃纳省的一个市镇，属于苏瓦松区。

## 地理
梅尔桑和沃（49°22'31"N, 3°16'34"E）面积7.77 平方千米，位于法国上法蘭西大區埃纳省，该省份为法国北部内陆省份，北起北部省，西接索姆省和瓦兹省，东临阿登省和马恩省，西南至塞纳-马恩省，东北部与比利时接壤。
与梅尔桑和沃接壤的市镇（或旧市镇、城区）包括：佩尔南、波米耶、萨科南和布勒伊、苏瓦松、沃比安。

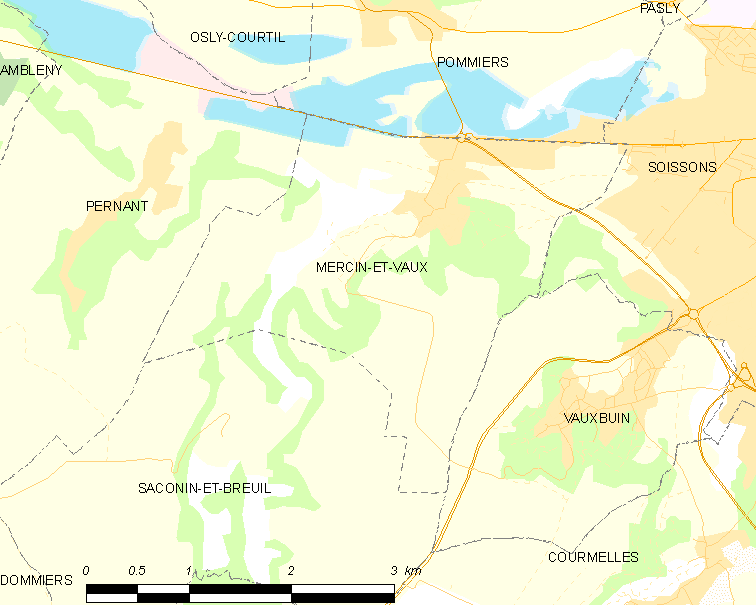
梅尔桑和沃的OSM定位图

梅尔桑和沃的时区为UTC+01:00、UTC+02:00（夏令时）。

## 行政
梅尔桑和沃的邮政编码为02200，INSEE市镇编码为02477。

## 政治
梅尔桑和沃所属的省级选区为苏瓦松第二县。

## 人口

1962-2008年间梅尔桑和沃人口变化图示

梅尔桑和沃于2022年1月1日时的人口数量为945人。